# L'Oudon
L'Oudon är en kommun i departementet Calvados i regionen Normandie i norra Frankrike. Kommunen ligger i kantonen Saint-Pierre-sur-Dives som ligger i arrondissementet Lisieux. År 2018 hade L'Oudon 1 550 invånare.

## Befolkningsutveckling
Antalet invånare i kommunen L'Oudon
Referens:INSEE